# Dennis, Massachusetts

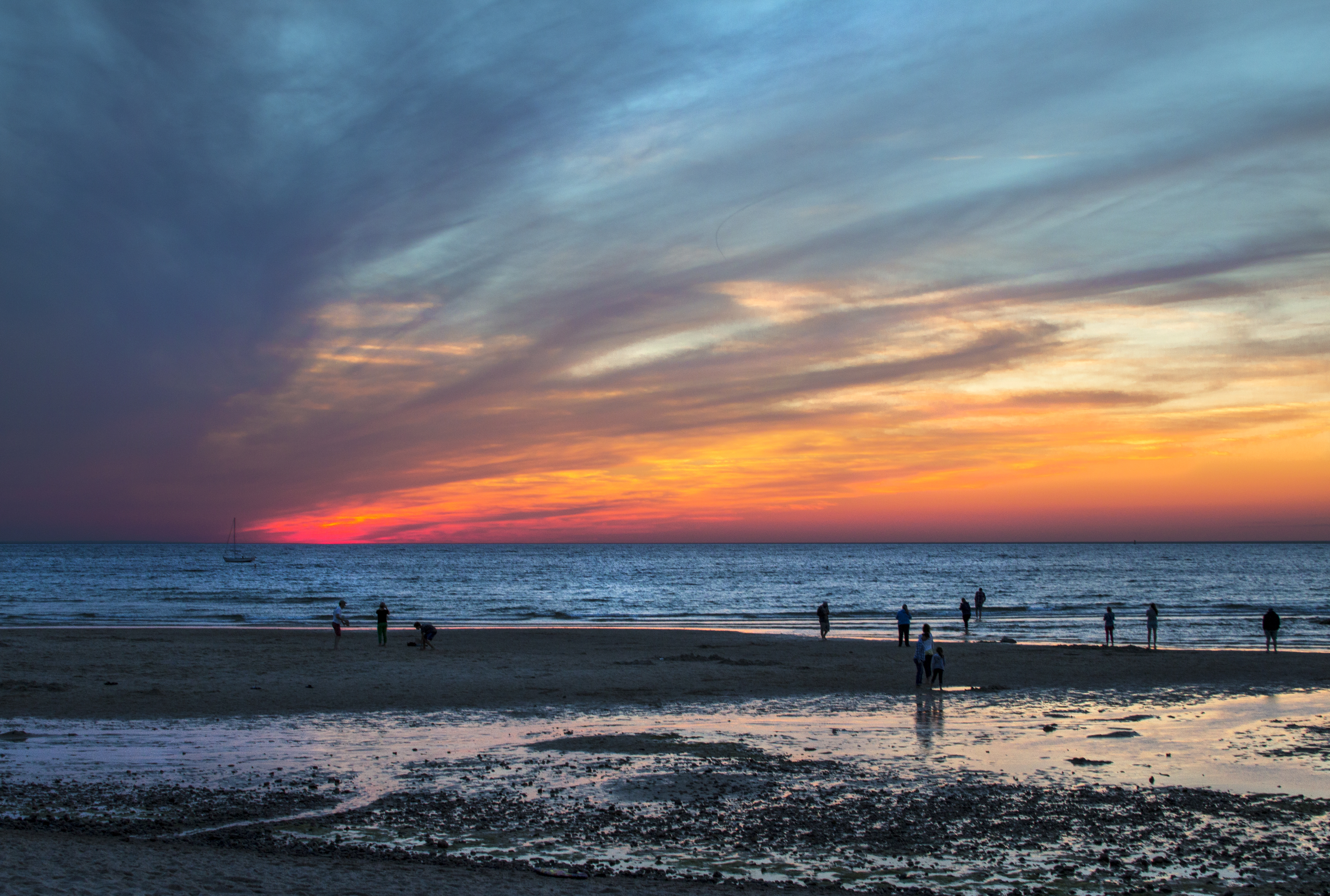

Dennis är en kommun (town) i Barnstable County i delstaten Massachusetts, USA med cirka 15 973 invånare (2000). Den har enligt United States Census Bureau en area på 57,6 km².